# Río Suceava
El río Suceava es un río europeo que discurre por Ucrania y el este Rumania, un tributario del curso alto del río Siret, a su vez afluente del río Danubio. Su longitud total es de 170 km y drena una cuenca de 3.800 km². 
El río discurre por el ucraniano   óblast de Chernivtsi y por el distrito rumano de Suceava. 
Sus principales afluentes son los ríos .

## Geografía
El río Suceava nace en el macizo de Lucina, en Bukovina, cerca de la frontera de Ucrania. Discurre primero en dirección este, para luego virar hacia el sureste y llegar a la ciudad de Suceava (105.865 hab. en 2002), la capital del distrito y principal ciudad de su curso. Tras 170 km de recorrido, se une al río Siret cerca de la ciudad de Liteni (9.851 hab.), 21 km al sureste de Suceava.